# Campeonato Mundial de Atletismo em Pista Coberta de 2014 - Salto triplo feminino
A prova do Salto triplo feminino do Campeonato Mundial de Atletismo em Pista Coberta de 2014 foi disputada entre 7 e 8 de março na Ergo Arena em Sopot, na Polônia.

## Recordes
Antes desta competição, os recordes mundiais e do campeonato nesta prova eram os seguintes:
|    | Nome             | Nacionalidade | Distância | Local              | Data               |
| -- | ---------------- | ------------- | --------- | ------------------ | ------------------ |
| WR | Tatyana Lebedeva | Rússia        | 15m 36cm  | Budapeste, Hungria | 6 de março de 2004 |
| CR | Tatyana Lebedeva | Rússia        | 15m 36cm  | Budapeste, Hungria | 6 de março de 2004 |

## Medalhistas
| Ouro                   | Prata                | Bronze                  |
| Ekaterina Koneva (RUS) | Olha Saładucha (UKR) | Kimberly Williams (JAM) |

## Cronograma
| Data       | Hora  | Evento        |
| ---------- | ----- | ------------- |
| 7 de março | 11:00 | Eliminatórias |
| 8 de março | 18:05 | Final         |

## Resultados

### Eliminatórias
Qualificação: 14,30 m  (Q) ou os 8 melhores qualificados (q).  
| Colocação | Atleta              | Nacionalidade | #1    | #2    | #3    | Resultado | Notas |
| --------- | ------------------- | ------------- | ----- | ----- | ----- | --------- | ----- |
| 1.        | Kimberly Williams   | Jamaica       | 14,35 |       |       | 14,35     | PB, Q |
| 2.        | Olha Saładucha      | Ucrânia       | 14,31 |       |       | 14,31     | Q     |
| 3.        | Jekatierina Koniewa | Rússia        | 14,13 | 14,20 | 14,20 | 14,20     | q     |
| 4.        | Dana Velďáková      | Eslováquia    | x     | 14,10 | x     | 14,10     | SB, q |
| 5.        | Yarianna Martínez   | Cuba          | 13,78 | 14,03 | 14,04 | 14,04     | PB, q |
| 6.        | Ksienija Dziacuk    | Bielorrússia  | 13,47 | 13,97 | 13,83 | 13,97     | q     |
| 7.        | Patrícia Mamona     | Portugal      | x     | 13,83 | x     | 13,83     | q     |
| 8.        | Li Yanmei           | China         | 13,76 | 13,51 | 13,69 | 13,76     | q     |
| 9.        | Wieronika Mosina    | Rússia        | 13,57 | 13,35 | 13,68 | 13,68     |       |
| 10.       | Keila Costa         | Brasil        | 13,64 | 13,47 | x     | 13,64     |       |
| 11.       | Anna Jagaciak       | Polónia       | x     | 13,57 | 13,41 | 13,57     |       |

### Final
A final ocorreu dia 8 de março. 

| Colocação | Atleta              | Nacionalidade | #1    | #2    | #3    | #4    | #5    | #6    | Resultado | Notas |
| --------- | ------------------- | ------------- | ----- | ----- | ----- | ----- | ----- | ----- | --------- | ----- |
| {         | Jekatierina Koniewa | Rússia        | 13,96 | 14,46 | 14,07 | x     | 14,30 | x     | 14,46     |       |
| {         | Olha Saładucha      | Ucrânia       | 14,28 | 14,38 | 14,41 | 14,45 | 14,40 | 14,22 | 14,45     |       |
| {         | Kimberly Williams   | Jamaica       | 14,27 | 14,34 | x     | 14,23 | x     | 14,39 | 14,39     | SB    |
| 4.        | Patrícia Mamona     | Portugal      | x     | 14,26 | 14,22 | x     | x     | 14,25 | 14,26     |       |
| 5.        | Li Yanmei           | China         | 14,19 | 13,77 | x     | 13,53 | 13,90 | 13,81 | 14,19     | SB    |
| 6.        | Ksienija Dziacuk    | Bielorrússia  | 14,02 | x     | 13,66 | 14,13 | 13,73 | 13,83 | 14,13     |       |
| 7.        | Yarianna Martínez   | Cuba          | 13,90 | 13,88 | 13,90 | 13,99 | x     | 13,66 | 13,99     |       |
| 8.        | Dana Velďáková      | Eslováquia    | x     | x     | 13,63 | 12,23 | x     | 13,75 | 13,75     |       |

Legenda
| Recorde mundial       | Recorde mundial (World record)               |                       | Recorde africano                      | Recorde africano (African) |                                           | Q | Classificado por posição (Qualified) |
| Recorde do campeonato | Recorde do campeonato (Championship record)  | Recorde da América    | Recorde da América (Americas)         | q                          | Classificado por melhor tempo (Qualified) |   |                                      |
| Melhor marca do ano   | Melhor marca do ano (World leading)          | Recorde asiático      | Recorde asiático (Asian)              | DNS                        | Não largou (Did not start)                |   |                                      |
| Recorde nacional      | Recorde nacional (National record)           | Recorde europeu       | Recorde europeu (European)            | DNF                        | Não terminou (Did not finish)             |   |                                      |
| Recorde pessoal       | Recorde pessoal do atleta (Personal best)    | Recorde da Oceania    | Recorde da Oceania (Oceania)          | DSQ / DQ                   | Desclassificado (Disqualified)            |   |                                      |
| Recorde da temporada  | Recorde da temporada do atleta (Season best) | Recorde sul-americano | Recorde sul-americano (South America) | NM                         | Sem marca (No mark)                       |   |                                      |